# (35086) 1990 TW8
(35086) 1990 TW8 es un asteroide perteneciente al cinturón de asteroides descubierto el 14 de octubre de 1990 por Antonín Mrkos desde el Observatorio Kleť, České Budějovice, República Checa.

## Designación y nombre
Designado provisionalmente como 1990 TW8.

## Características orbitales
1990 TW8 está situado a una distancia media del Sol de 2,277 ua, pudiendo alejarse hasta 2,708 ua y acercarse hasta 1,847 ua. Su excentricidad es 0,189 y la inclinación orbital 5,893 grados. Emplea 1255,53 días en completar una órbita alrededor del Sol.

## Características físicas
La magnitud absoluta de 1990 TW8 es 15,1. Tiene 3,585 km de diámetro y su albedo se estima en 0,181. 